# Nature writing

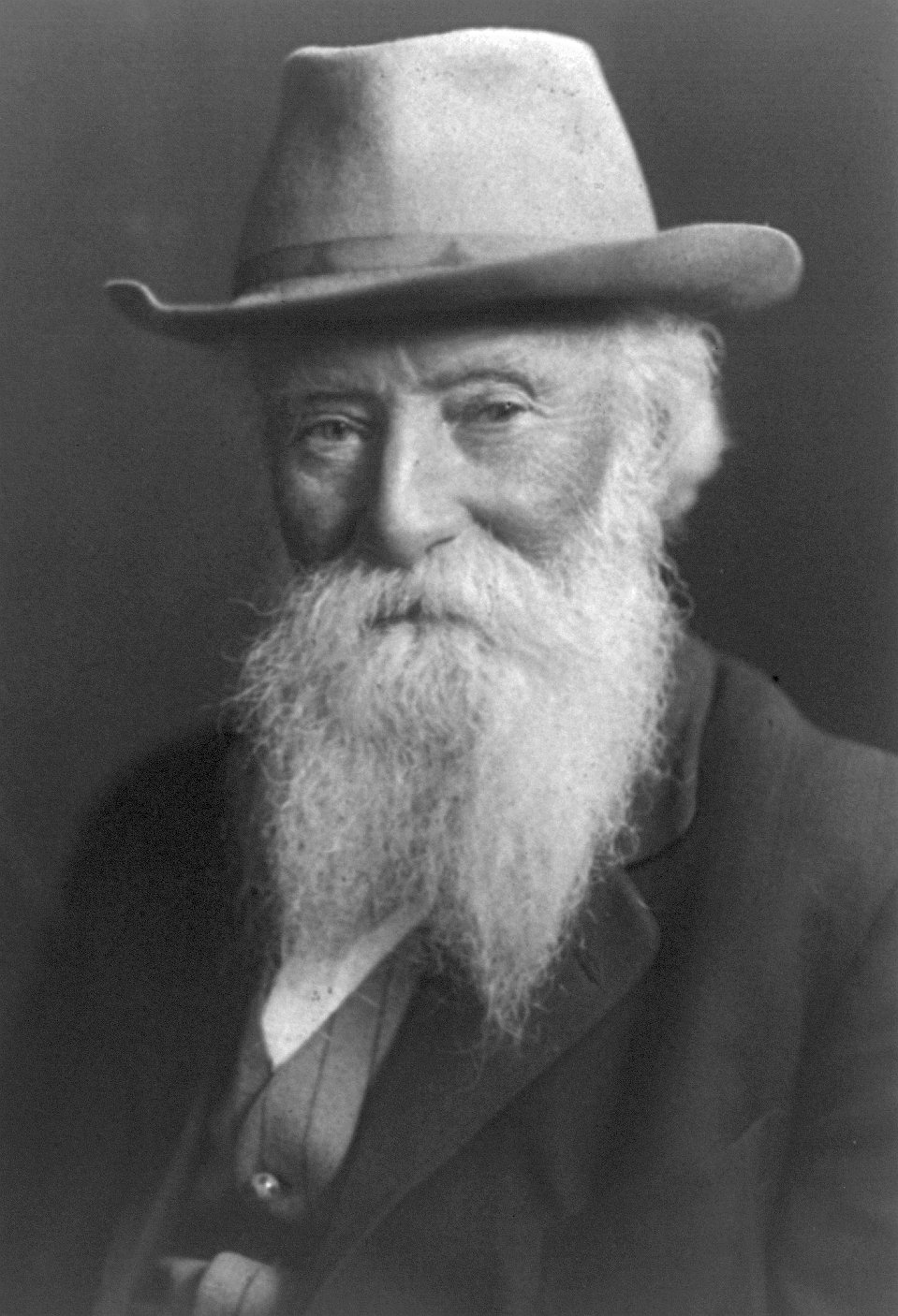
Hoewel grotendeels vergeten nu, was nature writer John Burroughs een van Amerika's populairste schrijvers in de vroege 20e eeuw.

Nature writing ('natuurschrijven') is een Engelse term voor literatuur, en meestal non-fictie proza, over de natuur. Het bouwt in grote mate voort op wetenschappelijke informatie over de natuurlijke omgeving, en hangt daardoor dus sterk samen met natuurlijke historie, maar is ook meestal in de eerste persoon geschreven, met persoonlijke observaties en filosofische overpeinzingen. Ook poëzie en fictie kunnen onder de noemer nature writing vallen.
Nature writing is in de eerste plaats een Anglo-Amerikaanse literaire traditie. Ze ontstond in de geschriften van Engelse natuurvorsers in de 18e eeuw en bereikte een hoogtepunt in de 19e eeuw met Amerikaanse schrijvers als Henry David Thoreau, Ralph Waldo Emerson, John Burroughs en John Muir. In "A Taxonomy of Nature Writing" stelt Thomas J. Lyon een taxonomie op van de verschillende soorten nature writing in de VS. Hij doet dat aan de hand van drie dimensies: informatie over de natuur, persoonlijke reacties op de natuur en filosofische interpretatie ervan. Het relatieve gewicht van en de interactie tussen die dimensies bepalen dan tot welke van de zeven categorieën die Lyon identificeerde een tekst behoort. De categorieën zijn (1) veldgidsen, (2) essays over natuurlijke historie, (3) "rambles", (4) eenzaamheid en leven in de wildernis, (5) reizen en avontuur, (6) boerenleven en (7) de rol van de mens in de natuur. Het bestuderen van nature writing is een van de oorspronkelijke bezigheden van ecocriticism.